# Stazione di Takarazuka

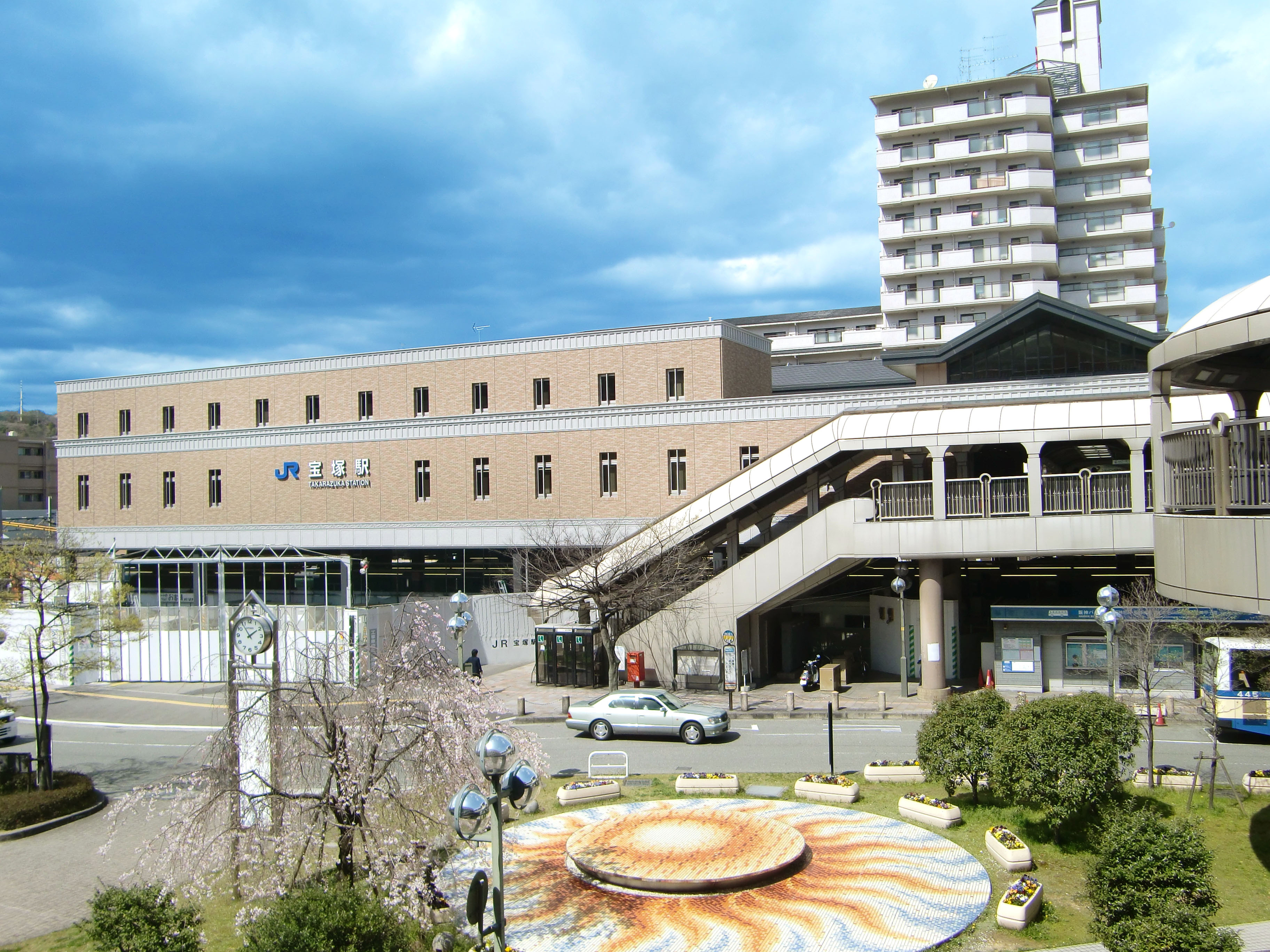
La stazione JR

La stazione di Takarazuka (宝塚駅?, Takarazuka-eki) è la stazione principale di Takarazuka, una città giapponese della prefettura di Hyōgo e funge da capolinea per le linee Takarazuka e Imazu delle ferrovie Hankyū, ed è una delle fermate della linea JR Takarazuka della JR West. La stazione è formata in realtà dalle due stazioni dei rispettivi gestori, ma essendo i due collegati e integrati, è possibile considerarle come un'unica entità.

## Linee e servizi ferroviari
West Japan Railway Company
■ Linea JR Takarazuka
Ferrovie Hankyū
● Linea Hankyū Takarazuka
● Linea Hankyū Imazu

## Struttura

### Stazione Hankyū
La stazione delle ferrovie Hankyū è costituita da 4 binari tronchi ed è stata inaugurata nel 1910. Nel 2010 la stazione è stata utilizzata da una media di 49,457 passeggeri al giornoIn base alla fascia oraria l'utilizzo del fascio dei binari varia nel seguente modo:

#### Dal primo treno alle ore 10, dalle 17 all'ultimo treno
E nel weekend dal primo treno alle ore 9 e dalle 19 all'ultimo treno.
| 1-2 | ● Linea Hankyū Imazu      | per Nishinomiya-Kitaguchi, Nigawa, Sannomiya e Imazu |
| 3-4 | ● Linea Hankyū Takarazuka | per Ishibashi, Toyonaka, Umeda, Minoo e Kawaramachi  |

#### Dalle 10 alle 17 e il sabato dalle 9 alle 19
| 1-2 | Binari non utilizzati     | -                                                    |
| 3   | ● Linea Hankyū Imazu      | per Nishinomiya-Kitaguchi, Nigawa, Sannomiya e Imazu |
| 4   | ● Linea Hankyū Takarazuka | per Ishibashi, Toyonaka, Umeda, Minoo e Kawaramachi  |

### Stazione JR
La stazione della JR West è dotata di 3 binari passanti ed è stata inaugurata nel 1897. Presso la stazione passa anche l'espresso limitato Kounotori.
La stazione è dotata di un marciapiede a isola centrale e di uno laterale per 3 binari totali in superficie, con il fabbricato viaggiatori sopraelevato sul piano del ferro. Nel 2011 la stazione è stata utilizzata da una media di 32,487 passeggeri al giorno.
| 1   | ■ Linea JR Takarazuka | per Sanda, Sasayamaguchi e Fukuchiyama |
| 2-3 | ■ Linea JR Takarazuka | per Amagasaki, Osaka e Kitashinchi     |

## Stazioni adiacenti
| «                       | Servizio              | »                      |
| Linea JR Takarazuka     | Linea JR Takarazuka   | Linea JR Takarazuka    |
| ----------------------- | --------------------- | ---------------------- |
| Nakayamadera            | Locale                | Namaze                 |
| Nakayamadera            | Rapido Rapido Tambaji | Nishinomiyanajio       |
| Linea Hankyū Takarazuka |                       |                        |
| Kiyoshikōjin            | Tutti i treni         | Capolinea              |
| Linea Hankyū Imazu      |                       |                        |
| Capolinea               | Tutti i treni         | Takarazuka-minamiguchi |

- Presso la stazione JR ferma anche l'espresso limitato Kounotori che collega la stazione di Shin-Ōsaka con le terme di Kinosaki.